# 小林誠司
小林 誠司（こばやし せいじ、1989年6月7日 - ）は、大阪府堺市南区出身のプロ野球選手（捕手）。右投右打。読売ジャイアンツ所属。

## 概要
2013年のドラフト1位で読売ジャイアンツに入団し、2016年から2019年にかけて4年連続盗塁阻止率1位を達成。菅野智之と2度、山口俊と1度の計3回にわたって最優秀バッテリー賞を受賞しており、菅野とのバッテリーは「スガコバ」と呼ばれる。
2017年のWBCでは正捕手として日本代表に貢献した。同年のシーズンではセ・リーグ史上初の「ノーノーリレー」を捕手として達成させ、2018年には2度のノーヒットノーランを捕手として達成させている（2度目はポストシーズン史上初）。

## 経歴

### プロ入り前
3人兄弟の長男（姉と妹がいる）。父親は元水泳選手でインストラクター、母親が水泳のインストラクターをしていた関係で、幼少時から水泳を始める。母親が指導していたスイミングスクールに藤浪晋太郎が通っていた。小学2年生でソフトボールを始め、堺市立赤坂台中学校在学中は大阪泉北ボーイズでプレー。
野球留学で広陵高校入学時は投手兼遊撃手だったが、1年冬に監督の中井哲之の助言で捕手に転向し、2年秋から正捕手になる。3年夏の広島県大会決勝の総合技術戦では、延長11回表に決勝点となるソロ本塁打を打ちチームの優勝に貢献した。甲子園ではエースの野村祐輔、土生翔平、上本崇司らと共に春は8強、夏は準優勝。決勝戦の佐賀北戦8回裏に佐賀北に決勝逆転本塁打を打たれたが、その前の打者への際どい判定による押し出し四球にはミットをグラウンドに叩きつけて悔しがっていた。後に動揺している姿を投手に見せてしまったことに後悔が残っていると報道された。
高校卒業後は同志社大学商学部商学科に進学。関西学生野球連盟所属の同志社大学では1年春からリーグ戦に出場し、2年秋に大学日本代表に選出。正捕手としてベストナイン3度の活躍で同大のリーグ戦4連覇に貢献。3年春と4年春には全日本大学野球選手権大会に出場するも、菅野智之（東海大学）、大瀬良大地（九州共立大学）にそれぞれ完封負けを喫し敗れている。卒業後は社会人・日本生命に進むことを決めていたが、1位指名ならプロ入りとしプロ志望届を提出した。千葉ロッテマリーンズなどが獲得を検討したものの指名球団はなく日本生命に進む。
日本生命では入社1年目から都市対抗野球に出場し、全試合でマスクを被った。2年目には打率.386（4位）、1本塁打を記録し社会人ベストナインを獲得。
社会人ナンバーワン捕手として2013年のドラフト会議で注目を集め、読売ジャイアンツからドラフト1位指名（ロッテとの指名競合による抽選で石川歩の入団交渉権を逃したことによる「外れ1位」）を受け、契約金1億円＋出来高5000万円、年俸1500万円で入団に合意。背番号は「22」。

### 巨人時代
2014年は監督の原辰徳から期待され、開幕一軍メンバー入りをした。開幕戦で阿部慎之助に代わって途中出場。4月6日の中日ドラゴンズ戦で「8番・捕手」で初先発出場を果たした。巨人の新人捕手が先発出場するのは2005年の星孝典以来約9年ぶりとなった。この年は阿部がケガの影響で一塁手として出場する機会が増えたため、小林が先発出場する機会も増えた。最終的に63試合に出場し、打率.255、2本塁打、14打点を記録。守備では盗塁阻止率.417と強肩も見せ、自身初のリーグ優勝およびチームのリーグ3連覇に貢献した。ポストシーズンでは、自身初出場するもチームはクライマックスシリーズで敗退し、自身初の日本シリーズ出場は叶わなかった。

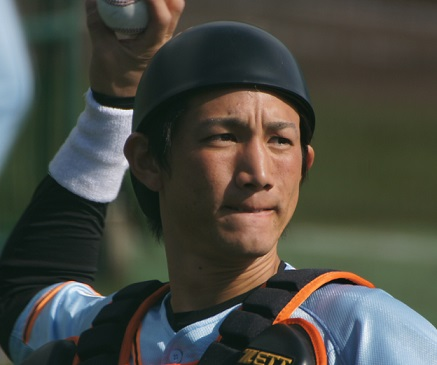
2014年、宮崎キャンプ時

10月21日に「日本プロ野球80周年記念試合」の阪神・巨人連合チームに選出された。12月16日、1000万円増の推定年俸2500万円で契約を更改した。
2015年シーズンは、同級生である菅野智之とのバッテリーで、初の開幕戦先発出場を果たした。この年は阿部の故障や一塁手転向で前年同様先発出場の機会が増え、70試合に出場したが打撃面では前年同様2本塁打を記録するも打率は下がったが、守備面では盗塁阻止率.438と前年を上回った。オフに、100万円増の推定年俸2600万円で契約を更改した。
2016年は新たに監督に就任した高橋由伸から開幕スタメンに選ばれ、そこからも先発出場を続けた。6月の東北楽天ゴールデンイーグルス戦で死球を受け左肩を骨折し、一時離脱があったものの最終的に自己最多の129試合に出場して12球団の捕手で唯一規定打席に到達し、また守備面では盗塁阻止率.356と4割を下回ったがセントラル・リーグトップの盗塁阻止率を記録するなど正捕手に定着した。打撃は規定打席最下位の打率.204と課題を残したが、巨人の右打者の捕手が規定打席に到達するのは1987年の山倉和博以来29年ぶりだった。398打数81安打の打率.204は21世紀に入ってからは最低打率であり、仮にあと2安打少なければ打率.198の1割台で、1982年の山倉が記録した規定打席到達中最下位の打率.196にせまる34年ぶりの記録となるところだった。オフに、2400万円増の推定年俸5000万円で契約を更改。2017年1月には自ら丸刈りにしグアムで阿部と合同自主トレを行った。
2017年は138試合の出場で、かろうじて最終戦で規定打席には到達したが、2年連続規定打席最下位の.206に終わった。一方守備面では盗塁阻止率.380は2年連続でリーグ1位を記録した。またシーズンでの捕逸はわずか2であり、これはシーズン130試合出場した捕手では1992年古田敦也以来の少ない数字だった。6月14日、対福岡ソフトバンクホークス戦では山口俊、スコット・マシソン、アルキメデス・カミネーロをリードし、セ・リーグ初の「ノーノーリレー」を達成させた。11月9日、自身初のゴールデングラブ賞を受賞し、12月14日には菅野智之と共に自身初の最優秀バッテリー賞も受賞している。また、初選出されたオールスターゲーム第2戦では初打席の初球でソロ本塁打を打ち、敢闘選手賞を受賞した。オフに、400万円増の推定年俸5400万円で契約を更改した。
2018年のシーズンは序盤から打撃が絶好調で、4月7日の東京ヤクルトスワローズ戦では石川雅規からプロ初の満塁本塁打を放つなど、4月24日の試合終了時点で打率.375となり、4月28日までは首位打者をキープしていた。しかし5月以降の打率は.169と調子を取り戻すこと無くシーズンを終えた。この打撃不振もあり、先発出場を宇佐見真吾や大城卓三に譲ることが増え、出場試合数は過去2年間を下回る119試合で、3年ぶりに規定打席に届かなかった。一方守備面では、盗塁阻止率.340で3年連続でリーグトップとなり、セ・リーグでは古田敦也（5年連続）、森昌彦（3年連続）に続き史上2位タイの記録となった。また、この年は山口俊・菅野と2度のノーヒットノーラン達成試合を捕手としてリードしており、同一年でノーヒットノーランを2度支えた捕手は和田博実以来52年ぶりだった。前年の「ノーノーリレー」から2年で3回の「ノーヒットノーラン」を達成させたことになる。
11月8日、2018日米野球エキシビションゲーム「巨人対MLBオールスターチーム」（東京ドーム）に出場した。オフに、600万円増の推定年俸6000万円で契約を更改した。
2019年は炭谷銀仁朗の加入や今年から再就任した監督の原辰徳の方針もあり、先発マスクは菅野や山口俊などが投げる試合に限られ、出場試合は4年ぶりに100を割り込むなど減少した。その中で盗塁阻止率は4年連続でリーグトップの.419を記録した。また打撃面では4月19日の阪神戦では先制3点本塁打を打つとプロ6年目で初となる1試合4安打（23日にも記録）するなど4月は高打率を記録し、またリーグ優勝を決めた9月21日には山﨑康晃（横浜DeNAベイスターズ）から同点適時打を打つなど活躍し勝利。チームは5年ぶりおよび自身2度目のリーグ優勝に貢献した。また、シーズン通しての打率.244はプロ6年間で2番目に良い数字であった。チームはクライマックスシリーズを勝ち上がり、日本シリーズにも自身初出場したが、チームは敗退した。12月9日に山口俊と共に自身2度目となる最優秀バッテリー賞を受賞し、同日の契約更改では4000万円増の推定年俸1億円で4年契約を結んだ。
2020年は開幕3戦目の6月21日、左手首に死球を受けて左尺骨を骨折し、早々に長期離脱となった。約3か月を経て9月中旬に一軍復帰するも打撃不振。10月18日から二軍で再調整していたが、10月20日の二軍公式戦でワンバウンドの投球を止めた際に右手人差し指を負傷し、病院で右手示指末節骨骨折と診断された。負傷の影響から出場試合はわずか10試合にとどまったが、チームはリーグ2連覇を果たし、自身3度目のリーグ優勝を経験した。新型コロナウイルスのパンデミックによる影響で、セ・リーグはクライマックスシリーズが無くなり、チームは日本シリーズに進出したが、小林はメンバー登録をされず、自身2度目の日本シリーズ出場とはならなかった。4年契約の1年目を終え、現状維持の推定年俸1億円で契約を更改した。
2021年も開幕一軍入りしたが、先発出場はなく、守備固めとして6試合に起用されただけで、4月7日に若手捕手の岸田行倫との入れ替わりで登録を抹消された。二軍では4月中に安打を放てず、28打席連続無安打を記録。5月3日の試合で初安打を記録し、21日にようやく打率1割台に到達した。二軍公式戦24試合に出場し、打率.115という成績だったが、6月2日に一軍に再昇格。小林の昇格により、一時捕手4人体制となったが、2日後に岸田が再度二軍降格となった。国内FA権を取得したが、巨人に残留。4年契約の2年目を終え、現状維持の推定年俸1億円で契約を更改した。
2022年は前年度の打率1割など不調の自分の立ち位置を冷静に見定め「全てを1から変える」と語るなど心機一転の年となり、自己改造のために年明けからキャッチング・フィジカル強化・ランニング・バッティングなどの基礎の猛練習を行い、例年よりも練習量が多く時間が9時間にも及ぶことがあった。7月の時点で打率1割台と活躍できていなかったものの、ファンからの人気は根強く同年のオールスターのファン投票はノミネートされていた大城を上回る投票数を獲得し、その後に行われたプラスワン投票で見事に選出された。後半戦も打てない日々が続き、球団ワースト2位となる40打席連続で無安打（球団ワースト記録は1999年に光山英和が記録した43打席連続無安打）になったことがある。4年契約の3年目を終え、11月30日に現状維持の推定年俸1億円で契約を更改した。
2023年はシーズン通じて一軍に帯同したものの出場機会はさらに減少し、21試合、9打席に立つのみだった。また、海外FA権を取得したが、巨人に残留。4年契約の最終年を終え、12月1日に7000万円減となる推定年俸3000万円で契約を更改した。
2024年から監督が自身の恩師でもある阿部慎之助に代わり、さらに大城卓三の打撃不振も重なったため、先発出場の機会が増えた。大城の離脱中は岸田と2人でカバーした。岸田が4月の打率.368と打撃好調だった為、岸田を中心とした捕手体制になったが、菅野が先発時は必ず先発捕手としてバッテリーを組むなど出場機会を増やした。大城復帰後は、阿部監督による守備力を重視した方針で、適材適所を見据えた「3捕手併用」が採用され、小林は菅野、高橋礼、岸田は山﨑伊織、井上温大、フォスター・グリフィン、大城は戸郷翔征を担当し、シーズン終了までこの体制となった。5月10日のヤクルト戦（神宮）では自身3年ぶりとなるソロ本塁打を放ち決勝打とした。7月28日のDeNA戦（横浜）では菅野の3年ぶりの完封勝利に貢献した。9月28日、勝利すれば自力でのリーグ優勝を決められる対広島戦（MAZDA Zoom-Zoom スタジアム広島）に先発捕手として出場した。6回二死一・三塁で広島の2番手・森浦大輔から右前適時打を放ち、守備でも好リードで試合は8対1で勝利。これによりチームは優勝し小林は胴上げ捕手となった。また、自身4度目となるリーグ優勝となった。クライマックスシリーズファイナルステージの対DeNA戦（東京ドーム）では第2戦（先発出場）と第6戦（途中出場）の2試合に出場し、第2戦の攻撃面では打率.667（3-2）、1四球、守備でも大貫晋一がバントを試みた打球がホームベースの前に転がると、素早く処理して併殺にするなど好守も光ったが、チームはアドバンテージも含めた3勝4敗で敗退し、自身2度目の日本シリーズ出場は叶わなかった。10月22日、菅野智之と共に自身3度目となる最優秀バッテリー賞を受賞した。自身の受賞は2019年以来5年ぶり、菅野との受賞は2017年以来7年ぶりの受賞となった。
2025年は長年バッテリーを組んだ菅野智之がMLBのボルチモア・オリオールズに移籍、さらにFA権で巨人に甲斐拓也が加入するなどで、2軍スタートとなった。5月24日に1軍に昇格、6月13日の対オリックス・バファローズ戦（京セラドーム大阪）で、シーズン初出場し、シーズン初打席は四球で出塁した。6月20日の対埼玉西武ライオンズ戦（東京ドーム）で、シーズン初スタメンで出場し、髙橋光成からシーズン初安打・シーズン初打点を記録、守備でも7回無死一、二塁で二塁走者・児玉亮涼の飛び出しを見逃さず二塁へ送球し、三塁タッチアウトに成功するなどチームの勝利に貢献した。その後、シーズンでは主に赤星優志先発時に小林も先発出場しバッテリーを組むようになった。

## 代表経歴
2014年10月9日、日米野球2014の日本代表に選出された。
2015年2月16日に「GLOBAL BASEBALL MATCH 2015 侍ジャパン 対 欧州代表」の日本代表に選出された。3月10日の第1戦に途中出場している。
2017年3月に開催された第4回ワールド・ベースボール・クラシック(WBC)の日本代表に選出された。日本代表の正捕手として全7試合に先発出場し、守備面では準決勝のアメリカ合衆国戦でアダム・ジョーンズの盗塁を阻止、ワンバウンドの変化球もすべてブロックし捕逸は0、ピンチ時の投手への声掛けなど大いに評価された。課題とされた打撃面でもチームトップの打率.450（20打数9安打）、1本塁打、6打点と結果を残し、同大会のラッキーボーイと形容された。日本代表は準決勝で敗退しベスト4で大会を終えた。
2018年3月、「ENEOS侍ジャパンシリーズ2018」対オーストラリア戦（ナゴヤドーム）に出場した。
2019年11月に開催された第2回WBSCプレミア12の日本代表に選出された。背番号は10。同大会で日本はプレミア12で初優勝し、小林自身にとっても初の国際大会優勝を経験した。

## 選手としての特徴
いわゆるセイバーメトリクス系の評価では2020年の骨折の影響か近年の指標の衰えが指摘されることが多いが、2019年シーズンまでは遠投115メートル、二塁への送球1.9秒の強肩を武器に、2014〜2015年は規定試合数不足ながら盗塁阻止率4割を超え、2016～2019年は4年連続でリーグトップを記録した。これを受けてか、小林が捕手の時は走者の盗塁企図数が減少しており、2017年は12球団最少の企図数50だった。
盗塁企図数の減少については2017年にバッテリーコーチの村田善則が「強肩は大前提としてありますが、誠司は走者に見えるように投手に『走ってくるぞ』と大きなジェスチャーで伝えたり、投球間に走者を見て目で殺したり、工夫している。走られる時は相手によほどの根拠があるか、イチかバチかで勝負してくる時だと思う。そこでアウトにすればより走りにくくなる」と評している。また、バッテリーを組むことの多い菅野智之は、「誠司が捕手の時に走られたら、投手の責任」と話すなど投手からの信頼も高い。
フレーミング技術も高く評価されており、2018～2019年は12球団トップの評価であった。
守備力は球界屈指と認められる一方、打力が課題とされている。打率は2016年、2017年と2年連続でリーグ最下位となっている。2018年も規定打席にこそは到達しなかったが、その年の打率最下位（菊池涼介の.233）を下回る.219であった。なお、社会人時代も下位打線を打っていた。30代になるとさらに苦戦しており、2022年には球団野手ワースト2位タイとなる40打席連続で無安打という記録を作ったことがある。
高校時代からZETTの野球用具を愛用し、2015年からはアドバイザリープロスタッフとなり、キャッチャー防具、ミット、バットなどすべてZETTの物を使用している。プロ野球では従来ブロックの形状が施されたプロテクターを使用する捕手が多かったが、小林の考案によりワンバウンドボールの威力を吸収し処理のしやすい完全フラットタイプのものが生み出され、それを使用している。

## 人物
二枚目の整った顔立ちからドラフト指名時に「イケメン捕手」として話題となった。そのイケメンぶりに、イベントで母校の新檜尾台小学校を訪れた際には、阪神ファンの女子児童が「顔がかっこよかった。嗅いだことのない良い匂いがした」と嬉し泣きした。
ファンからの人気が高く、ファンサービスも積極的にしている。ファン対応が優しいと評判で、新保友映が小林のことを町で見かけた際、通常であれば有名人を見ても決して話しかけないが、自身の大親友が小林の熱烈な大ファンであることから「会えたことを私一人のものにしてはいけないな」とワケの分からない使命感に燃え、面識はなかったが勇気を持って話しかけたら、気さくな対応を続けてくれた。新保が最後に「こんなプライベートな時に話しかけてしまってすみませんでした」と詫びると「いや、全然話しかけてもらって大丈夫ですよ」と爽やかに最後まで応じてくれ、新保は「心もイケメン」「イケメンって中身もイケメンなんですよねぇ…」と小林のファン対応を絶賛している。廣岡まりあも小林のファン対応のエピソードを話しており、廣岡は当時、中日のボールガールをしていた。ある日、球場に来た子供たちをグラウンドまでアテンドするという仕事があった。その時ちょうど巨人戦で、小林がトコトコと子供達の所やってくると、子供たちに「誰が好きなん？選手」などと声をかけて優しく相手をしてくれたという。さらに小林は廣岡にも「君は誰が好きなん？」と聞き、身長151センチの廣岡は「私、子供じゃないですっ！！！」とツッコミを入れ、このやり取りを見ていた子供たちはさらに盛り上がり、楽しくグラウンドをあとにしたという。また、巨人秋季キャンプで小林が女性ファンに捕手教室を開催した時、子供から大人まで約70人の女性ファンが集まり、その中から抽選で選ばれた20人がイベントに参加した。一人一人にミットをはめ、キャッチングを指導し、その教え方も評判が良く、ファンからは「一生の思い出。すごく優しい」と言われている。その他にもチームメイトの岸田行倫が試合中に首へ打球が当たりうずくまっているとすぐタオルを持って行ったり、試合で投手に大量失点させてしまい、敗戦後にベンチで泣いている甲斐拓也の肩を叩いて励ますなど小林の人柄についてのエピソードも多い。
2017年のWBC前のオフに阿部慎之助に弟子入りをしており、捕手についての様々なことを伝授された。特に「目配り、気配り、思いやり」を最も大事とすることを教えられている。「投手は信頼しても、信用するな、投手は平気でサインと違うボールを投げてくる。だからキャンプで全員の球を受けろ」「投手の一つ一つのしぐさをメモしておけ」「勝った日は絶対投手と話すこと」「野手8人と向き合う捕手は、立ち居振る舞いで鼓舞できる」「大差で負けている時ほどキビキビ動け」「喜怒哀楽の喜怒は出し、返球に強弱を付ける」など捕手の極意を伝授されている。2019年に阿部が引退した時、小林は「お世話になりましたし、迷惑もたくさんかけましたし、もう感謝しかないです。一緒に自主トレ行かせてもらいましたし、いろんな言葉、声をかけてもらいました。数え切れないくらいいろいろ教えてもらって。1年目の時はプレーを見ててもすごく学ぶこともありました。そういうの含めて本当になんとか結果を出したいと思ってやってきました。昨日直接伝えられても実感はわかなくて、さみしいです」と阿部に対して感謝をしており、2024年に阿部が巨人の監督になった際は「（阿部監督は）新人の時からお世話になった方なので男にしたい」と決心。同年、菅野智之の登板した全試合でバッテリーを組み、阿部監督初のリーグ優勝に貢献した。この年は自身5年ぶりとなる最優秀バッテリー賞を受賞でき、小林は「獲れたらいいなあという話はちらほらしていた。智之と獲れて凄くうれしい。阿部監督が僕にチャンスをくれて、ありがたかった」と阿部に感謝のコメントを残している。
「お祭り男」と評され、WBCやオールスターなどの大舞台で特に力を発揮するとも言われている。WBCでは全試合に出場し攻守ともに大活躍した。その代わりにシーズンではあまり打たないので、2017年に小林がオールスターで「初出場・初打席・初球・本塁打」を打った際（シーズン初本塁打でもあった）、コーチとしてベンチ入りしていた当時の巨人の監督でシーズン中はめったに喜怒哀楽を表現しない高橋由伸が、小林が打った瞬間手すりに顔を突っ伏し、その後苦笑いで胸の前で両手を広げ「WHY？」のポーズをとり、小林がベンチに戻ると高橋に、ヘルメットが浮くほど頭を強くはたかれた。また、この本塁打の活躍で小林は敢闘選手賞を受賞している。その後のインタビューで高橋は大舞台に強い小林に関して聞かれた際「それじゃあ（シーズンじゃなければ）自分に得がないよ…」と笑いながら答えている。小林の師匠である阿部慎之助も「監督のリアクションを見たら皆同じ気持ち」と言い、特別解説で中継ブースにいた坂本勇人も「監督も僕と同じことを考えていた」と小林に対してツッコミのコメントを残している。さらに小林は翌年の3月の日本対オーストラリア戦で安打（3-1）を打ち、オールスターではもう少しで本塁打になりそうな二塁打（3-1）を、同年の日米野球のエキシビジョンでMLBオールスターチームからも二塁打を打っている。大舞台で活躍することからメディアやファンから「世界のKOBAYASHI」と呼ばれている。
チームのエースである菅野智之とは同学年で親交も深く、菅野と組む時はメディアで「スガコバ」の愛称で呼ばれている。菅野は小林に関して「誠司の場合はもう、200登板ぐらい多分、彼が受けていると思うんで。僕も、だいたいここでこのサイン出るだろうなって思ったらそのサインが出ますし。誠司の考えてることも理解しやすいです」「去年とか、一昨年とか、（小林が）あんまり出場機会に恵まれなかった時でもずっと試合を見て、今日こうだったねとかLINEくれたりとか。ふとジャイアンツ球場とかで会った時に、もうちょっとこういうふうにしたら簡単に抑えられると思うんだけどなぁ…みたいな。ちゃんとこう…見てくれてるっていう。ピッチャーはやっぱりそうやって、そういう言葉をかけられるとうれしいし、ピンチの場面とかで誠司が出したサインとか。あっ、見てくれてるから大丈夫だって。彼を信じて大丈夫だなって思えるし。やっぱりそういうのの積み重ねだと思うので。だから今年のこの成績があると思うので。それだけやっぱり大きな存在です」と絶大な信頼を寄せている。また、菅野は自身が（2024年に）15勝を挙げた要因について「僕にとっては誠司の存在がすごく大きくて、僕のことは知り尽くしていると思いますし。もちろんうまくいかない時もありましたけど、1年間引っ張ったなという気持ちがすごくある。誠司に感謝しています」と小林に感謝のコメントを残している。
2016年8月28日の対DeNA戦で、マイルズ・マイコラスにキャッチングの仕方を指摘され、試合中に激昂されるという一幕があった。マイコラスが2017年オフに退団する際、小林は「マイコラスには感謝しかないです。闘争心、勝ちにこだわる執念が常にあった。打者に真剣勝負していく姿勢はものすごく感じるものがありました。本当に勉強になりました」と自身の成長に繋がったことを語り、また、2019年3月28日に放送された「ワースポ×MLB」内でもこれを機にキャッチングを意識するようになったと語っている。一方のマイコラスも「彼と一緒に成長した3年だったかもしれない」と発言し、上記の番組内では仲の良かった巨人選手の一人に小林の名前を挙げ、キャッチングについて激昂したことを小林に謝罪した。カージナルス移籍決定後に更新されたTwitterには巨人への感謝の言葉と共に小林とのハイタッチ写真が使われていた。
山口俊とバッテリーを組んだ時は「ドスコバ」の愛称で呼ばれていた。山口がノーヒットノーランを達成した際は「誠司がうまく引き出してくれた。うなずいて投げるだけでした」とヒーローインタビューで答え、バッテリーを解体されそうになった時も山口の方から小林とのバッテリーを首脳陣に直訴したりと小林に信頼を寄せている。
野村克也は2017年WBC前まで小林について厳しい評価をしていたが、いざ大会が始まると小林が攻守にわたり大活躍し、侍ジャパンに欠かせない存在に成長した。これを見て野村は「久しぶりに見る名捕手。小林はあまり注目していなかったけど、このWBCで非常に俺の脳裏に焼き付けたよ」と絶賛し、さらに、スローイングについても「捕ってからが速い。無駄がない。走る状況では少し、右足を引いて構えるキャッチャーが多いが、小林は最初から両足を開いて構えている。肩に自信があるんじゃないかな」と分析し、「攻守にわたって大活躍だね。長生きはできないけど、小林を見るのを楽しみにグラウンドに行きます」とベタ褒めしている。
大久保博元も小林に関して「僕はジャイアンツは彼を監督候補にした方がいいと思います。人間性、努力家の選手として僕が実際に知っている選手というのは、西武時代の秋山幸二さんか、栗山巧なんですけど、小林はひょっとしたらそれに比肩するかもしれないですよ。野球が大好きで練習する。あの歳でも練習を一番するし、周りの選手も小林が止めないから、引っ張られた、というところもあったんです。それを真顔でやる。後輩のこともガチで叱れる。僕らが言ったらパワハラだけど、あいつが言ったら、若い子がチンと締まるんですよ。だから僕は小林誠司は、巨人にとって財産だと思うんです。」と評価している。
山本昌は小林について「小林捕手が出ていると安心感があるんですよ。僕らピッチャーサイドからの目なんですけど、リードがすごく理にかなっている。僕はルーキーの頃から小林捕手を評価しているんです。気分よく投げさせてくれるキャッチャーですから、チームに必要な戦力、チームが強い時にリードがすごく理にかなっているし、ピッチャーの投げたいボールをしっかり投げさせている。その中で組み立てをしてくれる」と高く評価している。
黒田博樹は小林がどんどん強気にストライク先行で投手を引っ張っていくことを挙げ、「1点差のフルカウントで、（執拗に内角へのストレート）投げさせるのはすごく勇気のいること。要求する小林選手はさすがだなと思います。」「攻撃的なピッチングを引き出したキャッチャーの小林選手が陰の立役者と感じました」とコメントするなど小林を高く評価している。
広陵高等学校の後輩である中村奨成は「高校に入ってからは同じキャッチャーで高校の先輩である小林誠司さんを目標にやってきました」と公言している。
古賀悠斗は高校時代に小林を参考にしており、配球、スローイングなどの捕手としてのまとまりや三塁で走者を刺す動作などを真似ている。

### 原監督時代の出場機会の減少に関して
入団時の監督である原辰徳が打撃のみを重視していることから小林の評価が低かったかのようなミスリード記事やネット上での反応が非常に多いが、のべ5年間で4度（第2期最終年である2015年、第3期の2019年、2020年、2022年）開幕スタメンを任されるなど期待されていた。監督再任時（2018年11月）、高橋監督の3年目に出場機会を減らした小林に関して「投手陣も彼のリードを信頼しているし、そういう意味では誠司にはやっぱり安定感がある。そこが彼の1番の魅力でしょうね」「打たなすぎるよね。でもあの肩は一級品。甲斐拓也とも遜色ない。もうちょっと打てばすごい捕手になる」と守備やリードに関しては高く評価。打力に関してはある程度の向上を求めたものの、2019年は同じく打力に難のある炭谷と併用し、2018年同様に第一捕手で起用。打率のノルマもクリアしFA権取得前年の4年契約も結んでいる（ただし、契約時には発表されておらず、正式な契約内容が明かされたのは2021年シーズン終了後であった）。
翌年以降は1年を殆ど棒にふる故障の影響で守りにも精彩を欠いた反面、大城の守備力が飛躍的に成長（あくまで当時）したこともあり出場機会が減少するが、翌2021年や前述の無安打記録があった2022年も第二捕手として一定の出場機会を与え続け、「打の大城、守の小林」の評は崩さず、守りのミスにも寛容なコメントの方が目立っている。

### 事故
2019年1月、大阪府内で愛車のポルシェ・マカンターボを運転中に停止していた自動車に衝突する事故を起こす。更に、2020年8月、選手登録を抹消されリハビリ中の同月1日に同じ愛車にて自転車に衝突し、30代男性にケガを負わす人身事故を起こしていたことが分かった。これに関し、球団広報部より「事故後、本人は車の運転を取りやめており、今後について本人と話し合って事故防止に努める」とのコメントが発表されている。

## 詳細情報

### 年度別打撃成績
| 年 度      | 球 団      | 試 合 | 打 席 | 打 数 | 得 点 | 安 打 | 二 塁 打 | 三 塁 打 | 本 塁 打 | 塁 打 | 打 点 | 盗 塁 | 盗 塁 死 | 犠 打 | 犠 飛 | 四 球 | 敬 遠 | 死 球 | 三 振 | 併 殺 打 | 打 率 | 出 塁 率 | 長 打 率 | O P S |
| ---------- | ---------- | ----- | ----- | ----- | ----- | ----- | -------- | -------- | -------- | ----- | ----- | ----- | -------- | ----- | ----- | ----- | ----- | ----- | ----- | -------- | ----- | -------- | -------- | ----- |
| 2014       | 巨人       | 63    | 121   | 110   | 18    | 28    | 7        | 0        | 2        | 41    | 14    | 0     | 0        | 3     | 0     | 4     | 0     | 4     | 26    | 4        | .255  | .305     | .373     | .678  |
| 2015       | 巨人       | 70    | 204   | 177   | 13    | 40    | 6        | 0        | 2        | 52    | 13    | 2     | 0        | 5     | 0     | 19    | 1     | 3     | 39    | 6        | .226  | .312     | .294     | .606  |
| 2016       | 巨人       | 129   | 458   | 398   | 27    | 81    | 12       | 1        | 4        | 107   | 35    | 2     | 1        | 19    | 1     | 36    | 5     | 4     | 76    | 10       | .204  | .276     | .269     | .545  |
| 2017       | 巨人       | 138   | 443   | 378   | 25    | 78    | 11       | 1        | 2        | 97    | 27    | 2     | 0        | 19    | 3     | 41    | 4     | 2     | 64    | 12       | .206  | .285     | .257     | .542  |
| 2018       | 巨人       | 119   | 313   | 265   | 22    | 58    | 9        | 0        | 2        | 73    | 26    | 0     | 0        | 16    | 1     | 27    | 5     | 4     | 58    | 8        | .219  | .300     | .275     | .575  |
| 2019       | 巨人       | 92    | 236   | 213   | 20    | 52    | 6        | 0        | 2        | 64    | 19    | 1     | 0        | 11    | 1     | 7     | 0     | 4     | 48    | 12       | .244  | .280     | .300     | .580  |
| 2020       | 巨人       | 10    | 21    | 18    | 1     | 1     | 0        | 0        | 0        | 1     | 0     | 0     | 0        | 1     | 0     | 0     | 0     | 2     | 4     | 0        | .056  | .150     | .056     | .206  |
| 2021       | 巨人       | 64    | 79    | 75    | 2     | 7     | 2        | 0        | 1        | 12    | 3     | 1     | 0        | 2     | 0     | 1     | 0     | 1     | 24    | 2        | .093  | .117     | .160     | .277  |
| 2022       | 巨人       | 60    | 91    | 88    | 4     | 13    | 5        | 0        | 0        | 18    | 5     | 0     | 0        | 2     | 0     | 1     | 0     | 0     | 20    | 2        | .148  | .157     | .205     | .362  |
| 2023       | 巨人       | 21    | 9     | 8     | 0     | 1     | 0        | 0        | 0        | 1     | 0     | 0     | 0        | 1     | 0     | 0     | 0     | 0     | 0     | 0        | .125  | .125     | .125     | .250  |
| 2024       | 巨人       | 42    | 128   | 105   | 4     | 16    | 3        | 0        | 1        | 22    | 8     | 1     | 0        | 7     | 0     | 9     | 0     | 2     | 18    | 1        | .152  | .210     | .233     | .442  |
| 通算：11年 | 通算：11年 | 808   | 2098  | 1835  | 136   | 375   | 61       | 2        | 16       | 488   | 150   | 9     | 1        | 86    | 6     | 145   | 15    | 26    | 377   | 57       | .204  | .266     | .271     | .537  |

- 2024年度シーズン終了時
- 各年度の太字はリーグ最高

### 年度別打撃成績所属リーグ内順位
| 年 度 | 年 齢 | リ ｜ グ   | 打 率 | 安 打 | 本 塁 打 | 打 点 | 盗 塁 | 出 塁 率 |
| ----- | ----- | ---------- | ----- | ----- | -------- | ----- | ----- | -------- |
| 2014  | 25    | セ・リーグ | -     | -     | -        | -     | -     | -        |
| 2015  | 26    | セ・リーグ | -     | -     | -        | -     | -     | -        |
| 2016  | 27    | セ・リーグ | -     | -     | -        | -     | -     | -        |
| 2017  | 28    | セ・リーグ | -     | -     | -        | -     | -     | -        |
| 2018  | 29    | セ・リーグ | -     | -     | -        | -     | -     | -        |
| 2019  | 30    | セ・リーグ | -     | -     | -        | -     | -     | -        |
| 2020  | 31    | セ・リーグ | -     | -     | -        | -     | -     | -        |
| 2021  | 32    | セ・リーグ | -     | -     | -        | -     | -     | -        |
| 2022  | 33    | セ・リーグ | -     | -     | -        | -     | -     | -        |
| 2023  | 34    | セ・リーグ | -     | -     | -        | -     | -     | -        |
| 2024  | 35    | セ・リーグ | -     | -     | -        | -     | -     | -        |

- 太字年度は規定打席到達年度
- - は10位未満（打率、出塁率は規定打席未到達の場合も-と表記）

### 年度別守備成績
| 年 度 | 球 団 | 捕手  | 捕手  | 捕手  | 捕手  | 捕手  | 捕手     | 捕手  | 捕手     | 捕手     | 捕手     | 捕手     |
| 年 度 | 球 団 | 試 合 | 刺 殺 | 補 殺 | 失 策 | 併 殺 | 守 備 率 | 捕 逸 | 企 図 数 | 許 盗 塁 | 盗 塁 刺 | 阻 止 率 |
| ----- | ----- | ----- | ----- | ----- | ----- | ----- | -------- | ----- | -------- | -------- | -------- | -------- |
| 2014  | 巨人  | 58    | 244   | 21    | 3     | 2     | .989     | 2     | 12       | 7        | 5        | .417     |
| 2015  | 巨人  | 68    | 407   | 57    | 2     | 6     | .996     | 3     | 32       | 18       | 14       | .438     |
| 2016  | 巨人  | 129   | 969   | 93    | 6     | 15    | .994     | 4     | 73       | 47       | 26       | .356     |
| 2017  | 巨人  | 137   | 960   | 86    | 5     | 11    | .995     | 2     | 50       | 31       | 19       | .380     |
| 2018  | 巨人  | 119   | 659   | 72    | 5     | 5     | .993     | 4     | 41       | 27       | 14       | .341     |
| 2019  | 巨人  | 91    | 520   | 73    | 3     | 4     | .995     | 3     | 31       | 18       | 13       | .419     |
| 2020  | 巨人  | 10    | 33    | 3     | 1     | 0     | .973     | 1     | 3        | 2        | 1        | .333     |
| 2021  | 巨人  | 63    | 258   | 20    | 1     | 1     | .996     | 3     | 13       | 8        | 5        | .385     |
| 2022  | 巨人  | 60    | 212   | 24    | 1     | 2     | .996     | 3     | 14       | 11       | 3        | .214     |
| 2023  | 巨人  | 21    | 42    | 2     | 0     | 0     | 1.000    | 0     | 2        | 2        | 0        | .000     |
| 2024  | 巨人  | 41    | 224   | 22    | 1     | 3     | .996     | 2     | 18       | 14       | 4        | .222     |
| 通算  | 通算  | 797   | 4528  | 473   | 28    | 49    | .994     | 27    | 289      | 185      | 104      | .360     |

- 2024年度シーズン終了時[注 4]
- 各年度の太字はリーグ最高
- 太字年はゴールデングラブ賞受賞年

### WBCでの打撃成績
| 年 度 | 代 表 | 試 合 | 打 席 | 打 数 | 得 点 | 安 打 | 二 塁 打 | 三 塁 打 | 本 塁 打 | 塁 打 | 打 点 | 盗 塁 | 盗 塁 死 | 犠 打 | 犠 飛 | 四 球 | 敬 遠 | 死 球 | 三 振 | 併 殺 打 | 打 率 | 出 塁 率 | 長 打 率 |
| ----- | ----- | ----- | ----- | ----- | ----- | ----- | -------- | -------- | -------- | ----- | ----- | ----- | -------- | ----- | ----- | ----- | ----- | ----- | ----- | -------- | ----- | -------- | -------- |
| 2017  | 日本  | 7     | 25    | 20    | 4     | 9     | 0        | 0        | 1        | 12    | 6     | 0     | 0        | 3     | 1     | 1     | 0     | 0     | 4     | 0        | .450  | .455     | .600     |

### WBSCプレミア12での打撃成績
| 年 度 | 代 表 | 試 合 | 打 席 | 打 数 | 得 点 | 安 打 | 二 塁 打 | 三 塁 打 | 本 塁 打 | 塁 打 | 打 点 | 盗 塁 | 盗 塁 死 | 犠 打 | 犠 飛 | 四 球 | 敬 遠 | 死 球 | 三 振 | 併 殺 打 | 打 率 | 出 塁 率 | 長 打 率 |
| ----- | ----- | ----- | ----- | ----- | ----- | ----- | -------- | -------- | -------- | ----- | ----- | ----- | -------- | ----- | ----- | ----- | ----- | ----- | ----- | -------- | ----- | -------- | -------- |
| 2019  | 日本  | 3     | 4     | 3     | 1     | 0     | 0        | 0        | 0        | 0     | 0     | 0     | 0        | 0     | 0     | 1     | 0     | 0     | 1     | 0        | .000  | .250     | .000     |

### 表彰
- ゴールデングラブ賞：1回（捕手部門：2017年）
- 最優秀バッテリー賞：3回
  - 2017年 投手：菅野智之
  - 2019年 投手：山口俊
  - 2024年 投手：菅野智之
- オールスターゲーム敢闘選手賞：1回（2017年 第2戦[31]）

### 記録
初記録
- 初出場：2014年3月28日、対阪神タイガース1回戦（東京ドーム）、9回表に捕手で出場
- 初先発出場：2014年4月6日、対中日ドラゴンズ3回戦（ナゴヤドーム）、「8番・捕手」で先発出場
- 初打席・初安打：同上、3回表にダニエル・カブレラから左線安打
- 初打点：2014年4月18日、対中日ドラゴンズ4回戦（東京ドーム）、2回裏に岡田俊哉から右前適時打
- 初本塁打：2014年5月7日、対横浜DeNAベイスターズ6回戦（東京ドーム）、7回裏に三嶋一輝から左越2ラン
- 初盗塁：2015年5月12日、対広島東洋カープ9回戦（東京ドーム）、7回裏に二盗（投手：前田健太、捕手：會澤翼）

その他記録
- オールスターゲーム出場：3回（2017年、2018年、2022年）

### 背番号
- 22（2014年 - ）

### 登場曲
- 「My VOICE」ファンキー加藤（2014年 - 2015年）
- 「走りだそう」FUNKY MONKEY BABYS（2016年 - 2019年）
- 「with you」ゆず（2020年 - ）
- 「虹」ゆず（2022年 - 2023年）
- 「見たこともない景色」菅田将暉（2022年 - 2023年）

### 代表歴
- 2017 ワールド・ベースボール・クラシック日本代表
- 2019 WBSCプレミア12 日本代表